# Гренландский язык (германский)
Гренландский скандинавский язык — ныне вымерший язык из группы скандинавских языков, на котором говорили скандинавские поселенцы в Гренландии до XV века. О существовании данного языка свидетельствуют около 80 рунических надписей, датировка многих из них затруднена.
Довольно сложно составить полную характеристику гренландского языка по причине нехватки лингвистического материала, однако можно говорить о некоторых его особенностях, таких как использование t вместо þ в некоторых словах. Подобное нововведение замечается в западнонорвежском языке периода позднего средневековья. Гренландский язык, по всей видимости, сохранял некоторые особенности древнескандинавских языков, такие, как использование звука œ, сохранившегося в настоящее время лишь в норвежском языке.

## Пример текста
Рунический камень Kingittorsuaq, найденный в Упернавике.
| Оригинальная транскрипция el=likr * sikuaþs : so=n: r * ok * baan=ne : torta=r son : ok enriþi * os son : laukardak*in : fyrir * gakndag hloþu * ua=rda te * ok rydu : | Древнескандинавская транскрипция Erlingur Sigvaðs sonur og baarne Þorðarson og enriði ás son, laugardagin fyrir gakndag hloðu varða thessa og ryðu | Возможный перевод Эрлингур, сын Сигватса, сын Тортарсона, сын Оса, в субботу перед днем молебствия поставили этот камень и поехали верхом(?) |  |